# روبر پنتنا
روبر پنتنا (فرانسوی: Robert Pintenat‎; ۱ مهٔ ۱۹۴۸ – ۲۲ اوت ۲۰۰۸) بازیکن و مربی فوتبال اهل فرانسه بود که در پست مهاجم بازی می‌کرد.
از باشگاه‌هایی که در آن بازی کرده‌است می‌توان به باشگاه فوتبال سوشو، باشگاه فوتبال نانسی، باشگاه فوتبال تولوز، و باشگاه فوتبال نیم المپیک اشاره کرد.
وی همچنین در تیم ملی فوتبال فرانسه بازی کرده‌است.